# Kaafu-atol

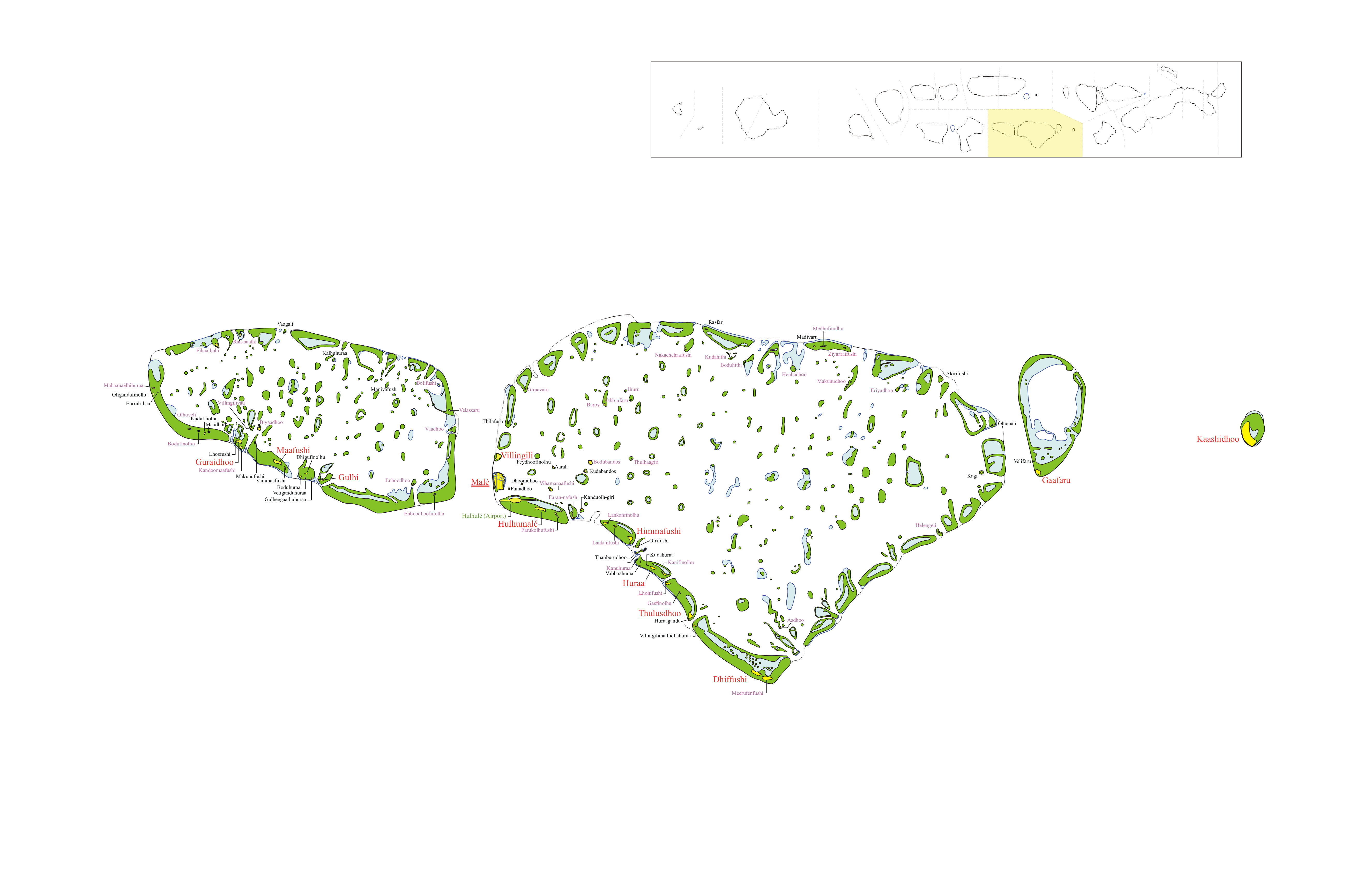
Het Kaafu-atol, met van boven naar beneden: Kaashidhoo, Malé Atol en Gaafaru

Het Kaafu-atol is een bestuurlijke divisie van de Maldiven.
De hoofdplaats van het Kaafu-atol is Thulusdhoo.
De hoofdstad Malé van de Maldiven ligt in het Malé-atol maar behoort administratief niet tot het Kaafu-atol.

## Geografische indeling

### Atollen
Het bestuurlijke atol Kaafu-atol beslaat de Malé Atol Groep die (van noord naar zuid) bestaat uit drie atollen:
1. Kaashidhoo
2. Het Malé-atol (verdeeld in het noordelijke Malé-atol en het zuidelijke Malé-atol)
3. Gaafaru

### Eilanden
Het Kaafu-atol omvat het 107 eilanden, waarvan er 9 bewoond zijn.
De bewoonde eilanden zijn:
1. Dhiffushi
2. Gaafaru
3. Gulhi
4. Guraidhoo
5. Himmafushi
6. Huraa
7. Kaashidhoo
8. Maafushi
9. Thulusdhoo

De onbewoonde eilanden zijn:
1. Aarah
2. Akirifushi
3. Asdhoo
4. Baros
5. Bandos
6. Biyaadhoo
7. Bodubandos
8. Bodufinolhu
9. Boduhithi
10. Boduhuraa
11. Bolifushi
12. Dhigufinolhu
13. Dhoonidhoo
14. Ehrruh-haa
15. Enboodhoo
16. Enboodhoofinolhu
17. Eriyadhoo
18. Farukolhufushi
19. Feydhoofinolhu
20. Fihalhohi
21. Funadhoo
22. Furan-nafushi
23. Gasfinolhu
24. Giraavaru
25. Girifushi
26. Gulheegaathuhuraa
27. Helengeli
28. Henbadhoo
29. Hulhulé
30. Huraagandu
31. Ihuru
32. [[Kagi (eiland)

|Kagi]]
1. Kalhuhuraa
2. Kandoomaafushi
3. Kanduoih-giri
4. Kanifinolhu
5. Kanuhuraa
6. Kudabandos
7. Kudafinolhu
8. Kudahithi
9. Kudahuraa
10. Lankanfinolhu
11. Lankanfushi
12. Lhohifushi
13. Lhosfushi
14. Maadhoo
15. Madivaru
16. Mahaanaélhihuraa
17. Makunudhoo
18. Makunufushi
19. Maniyafushi
20. Medhufinolhu
21. Meerufenfushi
22. Nakachchaafushi
23. Olhahali
24. Olhuveli
25. Oligandufinolhu
26. Ran-naalhi
27. Rasfari
28. Thanburudhoo
29. Thilafushi
30. Thulhaagiri
31. Vaadhoo
32. Vaagali
33. Vabbinfaru
34. Vabboahuraa
35. Vammaafushi
36. Velassaru
37. Velifaru
38. Veliganduhuraa
39. Vihamanaafushi
40. Villingili
41. Villingilimathidhahuraa
42. Villingilivau
43. Ziyaaraiffushi

Haa Alif-atol · Haa Dhaalu-atol · Shaviyani-atol · Noonu-atol · Raa-atol · Baa-atol · Lhaviyani-atol · Kaafu-atol · Alif Alif-atol · Alif Dhaal-atol · Vaavu-atol · Meemu-atol · Faafu-atol · Dhaalu-atol · Thaa-atol · Laamu-atol · Gaafu Alif-atol · Gaafu Dhaalu-atol · Gnaviyani-atol · Seenu-atol · Malé